# Stjepan Steiner
Stjepan Steiner, hrvaški zdravnik, general, akademik in pedagog, * 1915, † 2006.
Steiner, kardiolog, je bil osebni zdravnik Josipa Broza Tita med letoma 1943 in 1944; tako ga je spremljal skozi bitko na Neretvi, za Sutjesko, za Drvar, za Beograd,...